# 미나모토촌 (지바현)
미나모토촌(源村)은 지바현 산부군에 일찍이 존재했던 촌이다. 현재의 도가네시 북부, 산무시 서부에 해당한다.

## 역사
1903년에는 미야기현 나토리군 이쿠데촌, 시즈오카현 가모군 이나토리촌과 함께 내무성에 의해 '일본 제국 자치 3모범 마을'로 선정되어 대대적으로 선전되었다. 메이지 20년 내에는 격렬한 마을 내 대립이 있었지만 메이지 30년대에는 대립을 진정시키는 데 성공했다는 점, 특별히 주목할 만한 산업이 없는 300가구 정도의 소규모 마을임에도 불구하고 마을 전체가 학교와 마을의 기본 재산을 축적했다는 점 등이 당국의 주목을 받았다고 볼 수 있다.
1954년, 마을은 분촌되어 도가네시와 히나타무라(현 산무시의 일부)에 각각 편입되었다. 분촌의 영향으로 구 마을 지역에서는 지금도 이중 비행지를 포함한 복잡하고 기묘한 시 경계가 형성되어 있다.
지바현 문서관에는 '구 미나모토촌 사무소 문서' 56,392점(마을 성립 이전인 1861년부터 마을이 폐지될 때까지의 공문서)이 소장되어 있다. 
- 1889년 4월 1일 - 정촌제 시행에 수반해 야마베군 미나모토촌이 성립하였다.
- 1897년 4월 1일 - 야마베군이 폐지되어 산무군이 되었다.
- 1954년 4월 1일 - 일부 지역(가미후다, 고쿠라쿠지, 미카시리, 사쿠라, 타키자와)이 히가네마치에, 나머지 지역(시모후다, 우에쿠사, 우미쓰보, 다케카쓰)이 휴가촌에 각각 편입되어 미나모토촌이 폐지되었다. 도가네정은 당일 시로 승격해 도가네시가 되었다.